# 托伯特·哈姆林
托伯特·福克納·哈姆林（英語：Talbot Faulkner Hamlin，1889年6月16日—1956年10月7日），是美國的建築學家、建築史學家、作家與教育家。

## 早年生活
哈姆林出生於紐約，是哥倫比亞大學建築系教授阿爾弗雷德·德懷特·福斯特·哈姆林的第四個孩子，其於1910年自阿默斯特學院獲得文學學士學位，並於1914年自哥倫比亞大學取得建築學學士學位，哈姆林與哥倫比亞大學建立了長達46年的關係。

## 職涯
哈姆林的建築作品包含1919年在中國杭州的韦兰学院與在中國南京的金陵書院。其中，金陵書院在1937年南京大屠殺中扮演了重要角色。
哈姆林曾被墨菲和達納紐約建築公司聘僱為建築製圖員，並在1920年成為公司合夥人，隨後公司領導人小理查·亨利·達納（1879-1933）、約翰·鄧肯·弗斯特的離開，伴隨著亨利·約翰·麥基爾（-1953）的加入，公司易名為墨菲、麥基爾和哈姆林。這個公司領導組合持續到1924年，當時亨利·基拉姆·墨菲（1877-1954）離開公司，公司再次易名為麥基爾與哈姆林，直至麥基爾在1930年結束彼此的合作，哈姆林在此之後開始獨資，直至經濟大蕭條而導致的傭金匱乏為止。
哈姆林在1934年放棄個人事業，接受哥倫比亞大學艾弗里建築與美術圖書館的提議，成為全職的圖書館員，同時，哈姆林也是建築史學家協會的活躍成員。

## 出版作品
- The Enjoyment Of Architecture (1916)
- The American Spirit in Architecture (1926)
- Some European Architectural Libraries (1939)
- Architecture through the Ages (1940)
- Greek Revival Architecture in America (1944)
- Architecture: An Art for all Men (1947)
- We took to cruising; from Maine to Florida afloat (1951)
- Forms and Functions of Twentieth Century Architecture (1952)
- Benjamin Henry Latrobe (1955)

哈姆林所編著的《Benjamin Henry Latrobe》分別在1955年及1956年獲得艾莉絲·戴維斯·希區考克獎與普立茲獎。

## 政治活動
華盛頓特區眾議院非美活動調查委員會在1949年4月19日發布一份調查報告，顯示托伯特·哈姆林曾參與政治活動，值得一提的是，該委員會成員還包含了理查·尼克森。該份報告指出，托伯特·哈姆林是 1949年3月25日至27日在紐約所舉行的世界和平科學與文化會議的贊助商，而該會議是美國共產黨前線社會主義組織國家藝術、科學和專業委員會所舉辦的，該會議是1948年8月25日至28日期間在波蘭所舉行的激進反美、親蘇知識分子集會活動的延伸，而在眾議院非美活動調查委員會的報告中，托伯特·哈姆林分別與雅各·莫斯科维兹、托馬斯·豪茨·克賴頓是1948年抗議美國當局禁止奧斯卡·尼邁耶入境的信件作者之一。